# جون لاندو
جون لاندو (بالإنجليزية: Jon Landau)‏ هو منتج أسطوانات ومدير مواهب وصحفي وملحن أمريكي، ولد في 14 مايو 1947 في الولايات المتحدة.

## وصلات خارجية
- جون لاندو على موقع IMDb (الإنجليزية)
- جون لاندو على موقع الموسوعة البريطانية (الإنجليزية)
- جون لاندو على موقع ميوزك برينز (الإنجليزية)
- جون لاندو على موقع قاعدة بيانات برودواي على الإنترنت (الإنجليزية)
- جون لاندو على موقع أول ميوزيك (الإنجليزية)
- جون لاندو على موقع ديسكوغز (الإنجليزية)
- جون لاندو على موقع قاعدة بيانات الفيلم (الإنجليزية)